# Zářecká Lhota
Zářecká Lhota (německy Sarschetz Lhota) je obec v okrese Ústí nad Orlicí v Pardubickém kraji. Žije zde 213 obyvatel.

## Historie
První písemná zmínka o vesnici pochází z roku 1417.

## Přírodní poměry

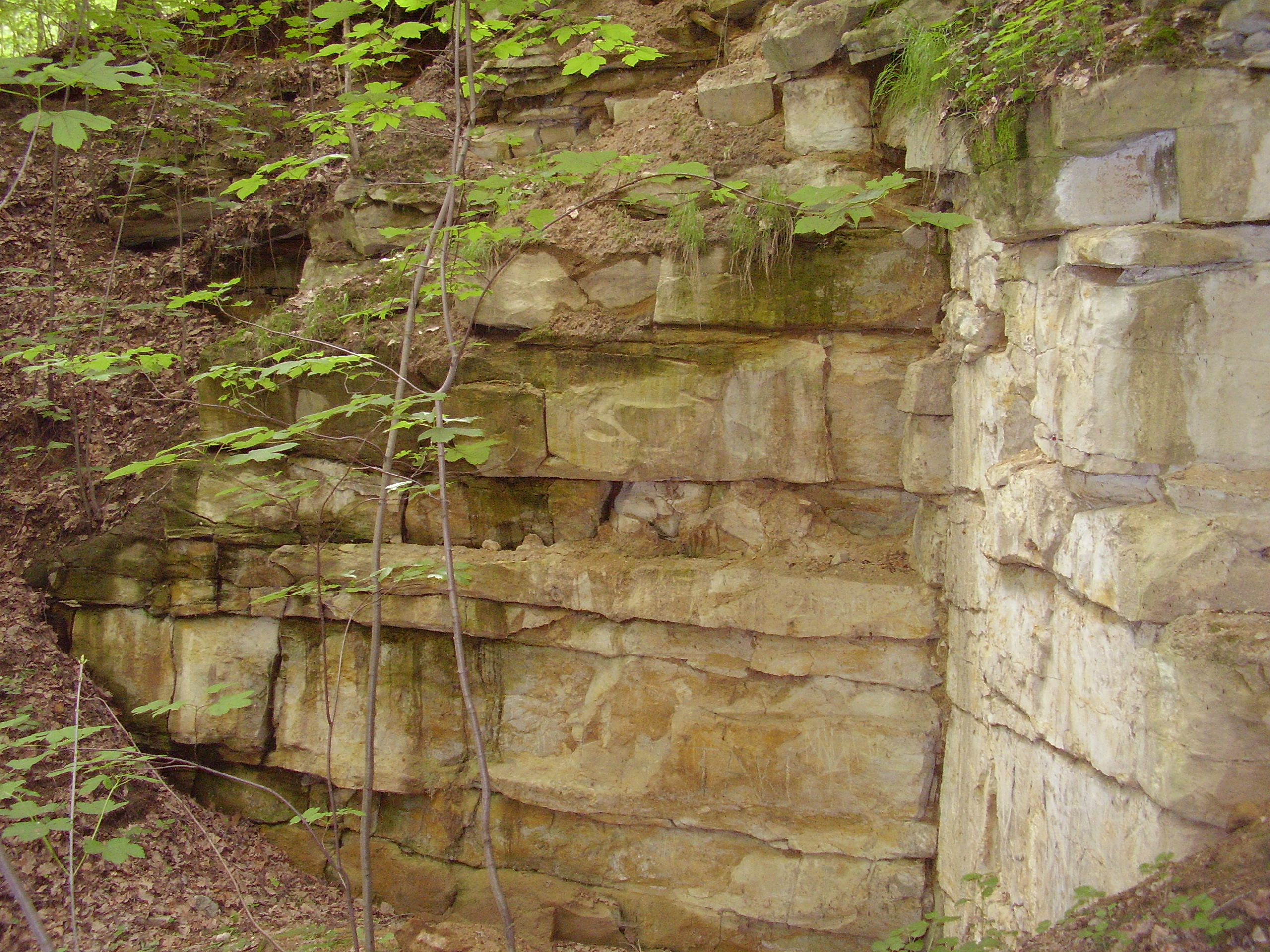
Lom mezi Zářeckou Lhotou a Chocní, kde byla roku 1880 objevena první fosilie „českého“ ptakoještěra

V roce 1880 byl ve vápencovém lomu mezi Zářeckou Lhotou a Chocní objeven dosud jediný známý exemplář druhohorního ptakoještěra z území Čech. Přírodovědec Antonín Frič jej původně roku 1881 popsal jako „zubatého ptáka křídového“, později (1888) byl však britským paleontologem Richardem Lydekkerem popsán jako Ornithochirus hlavatschi. Dlouho byl považován za nomen dubium (pochybné vědecké jméno). Dnes nese oficiální vědecké jméno Cretornis hlavaci. V současnosti předpokládáme, že šlo o mládě jakéhosi azdarchida či nyktosaurida (zástupce čeledi vývojově vyspělých ptakoještěrů) o stáří asi 92 milionů let.

## Obyvatelstvo
| Rok            | 1869 | 1880 | 1890 | 1900 | 1910 | 1921 | 1930 | 1950 | 1961 | 1970 | 1980 | 1991 | 2001 | 2011 | 2021 |
| -------------- | ---- | ---- | ---- | ---- | ---- | ---- | ---- | ---- | ---- | ---- | ---- | ---- | ---- | ---- | ---- |
| Počet obyvatel | 228  | 248  | 216  | 194  | 204  | 183  | 192  | 161  | 175  | 157  | 154  | 156  | 154  | 183  | 208  |
| Počet domů     | 33   | 35   | 33   | 32   | 34   | 33   | 38   | 45   | 40   | 40   | 41   | 45   | 47   | 52   | 66   |

## Pamětihodnosti
- slovanské hradiště Hrádníky
- kaple uprostřed obce při hlavní silnici z roku 1862
- kamenný kříž v blízkosti kaple z roku 1893 s nápisem: „Ke cti a chvále Boží / nákladem občanů / Lhota Zářečských / roku 1893“
- Mýdlotéka

## Galerie

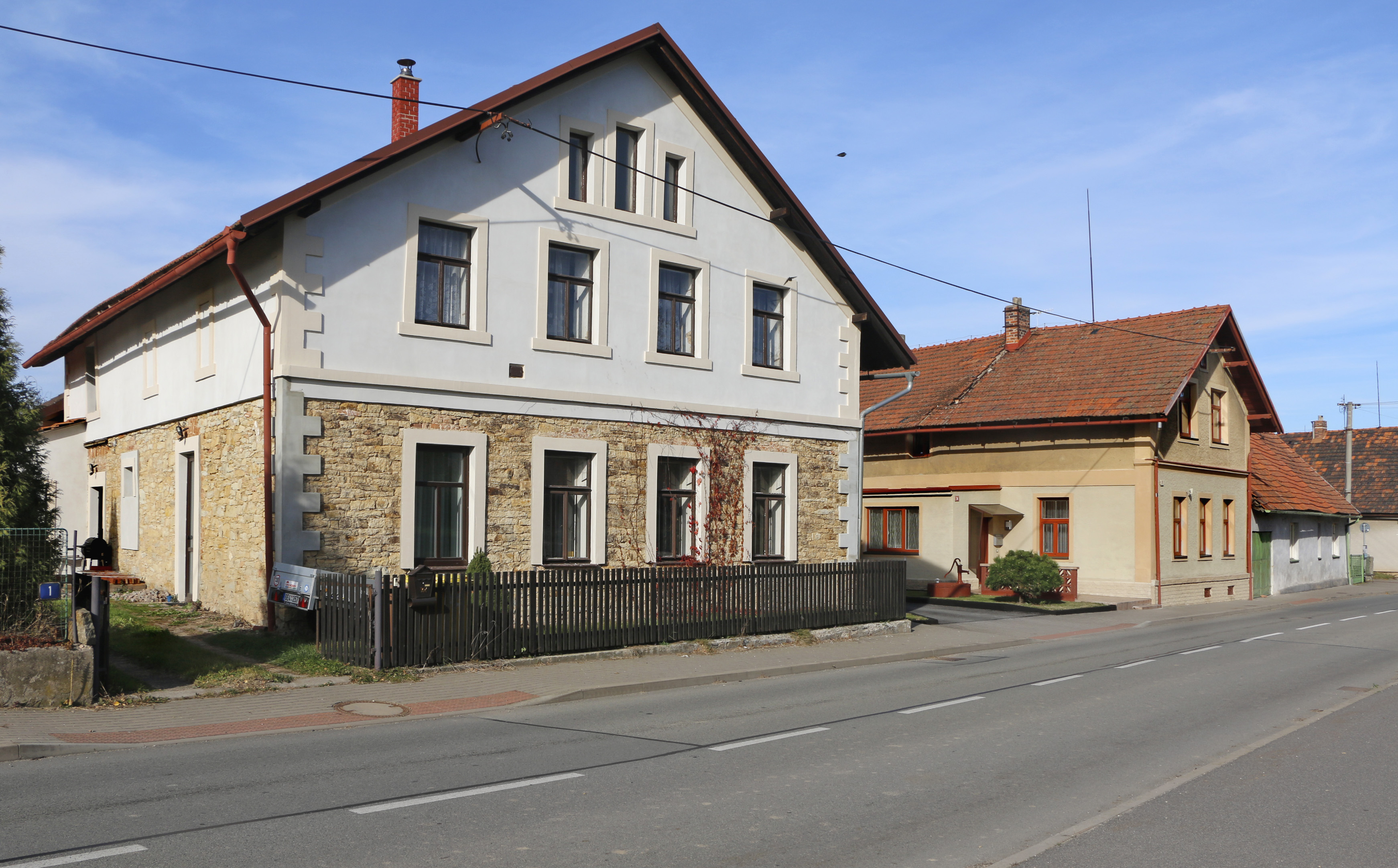
Dům čp. 1
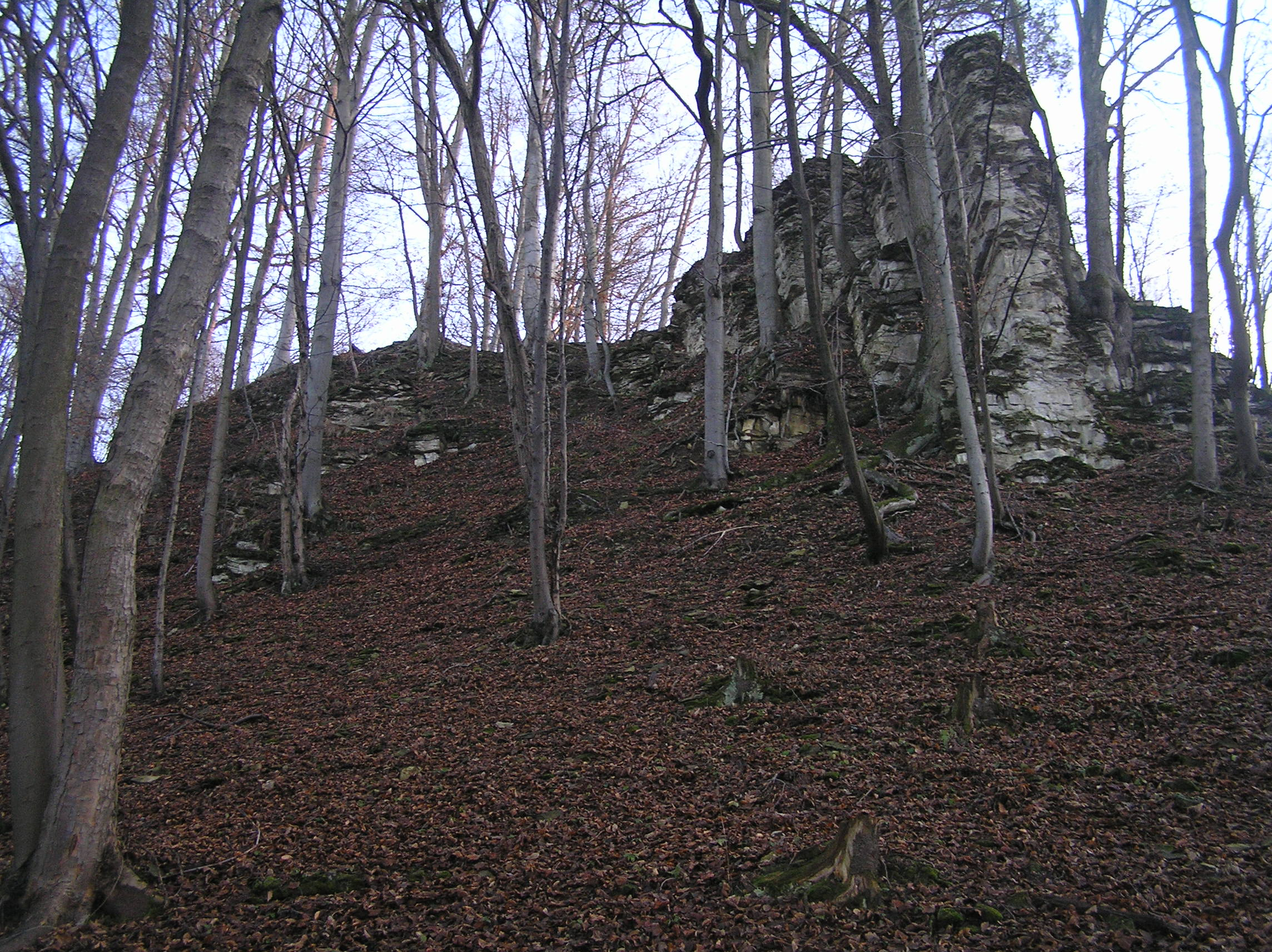
Svahy ostrohu Hrádníky
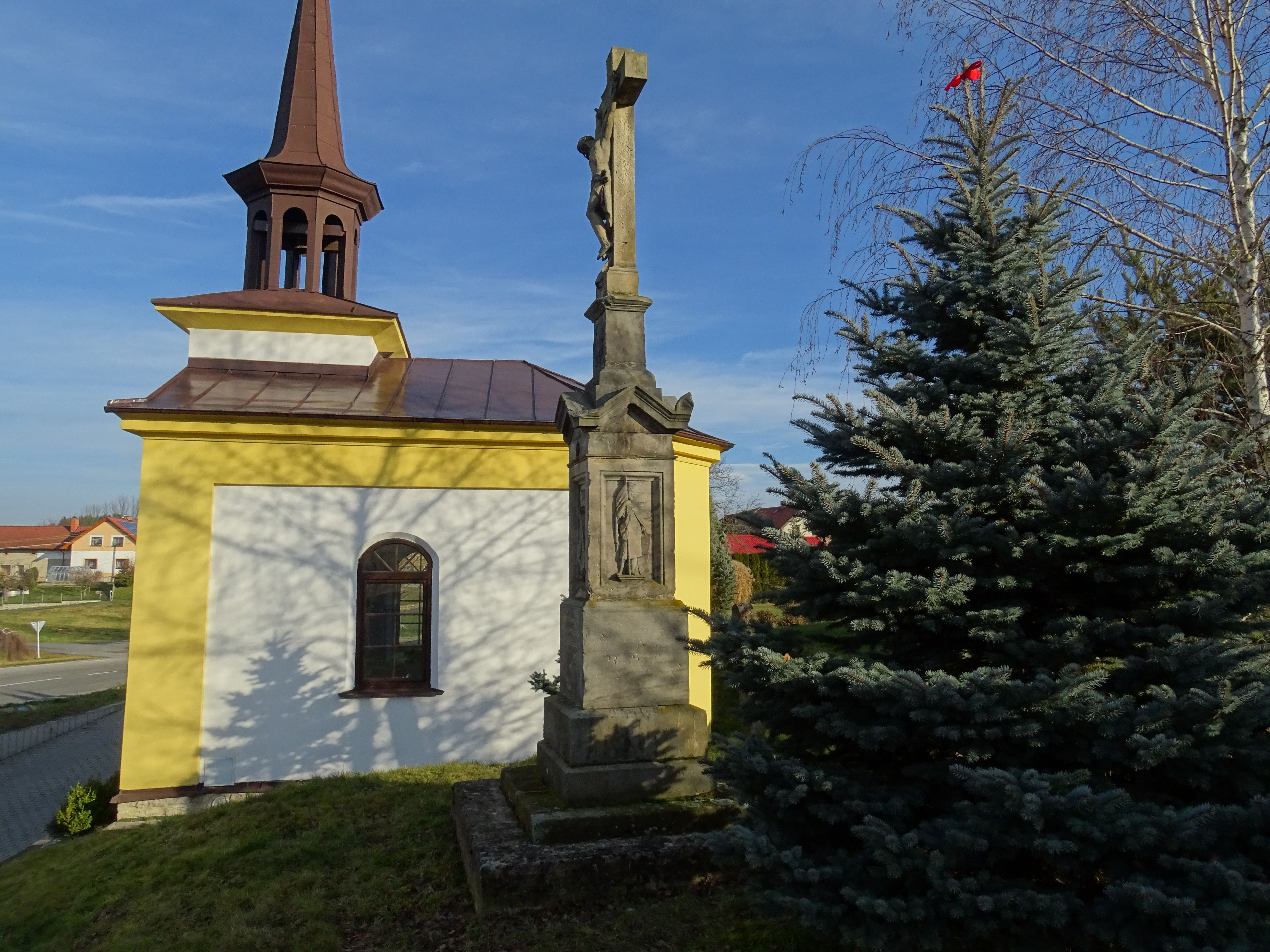
Kaple s kamenným křížem
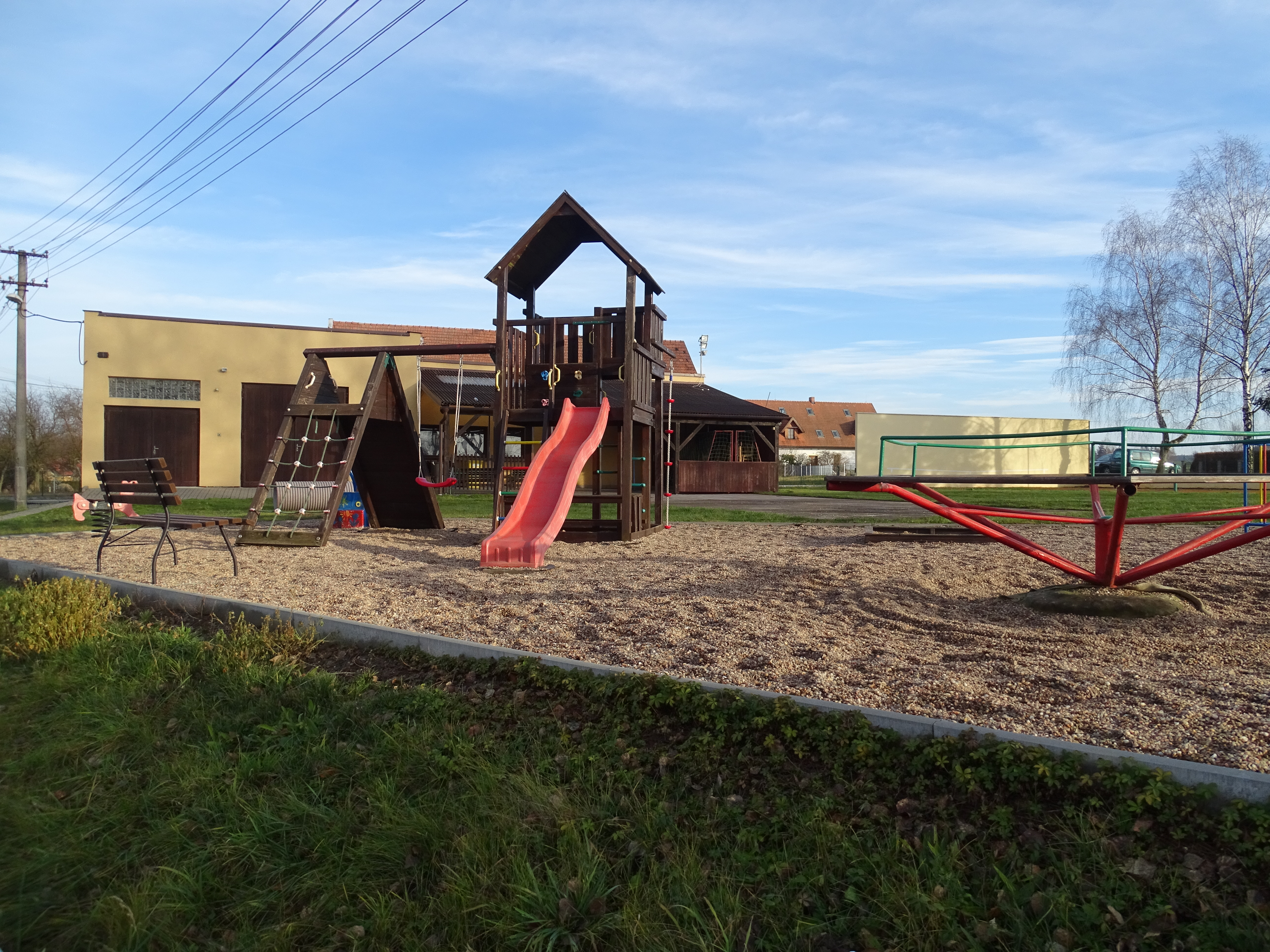
Dětské a sportovní hřiště
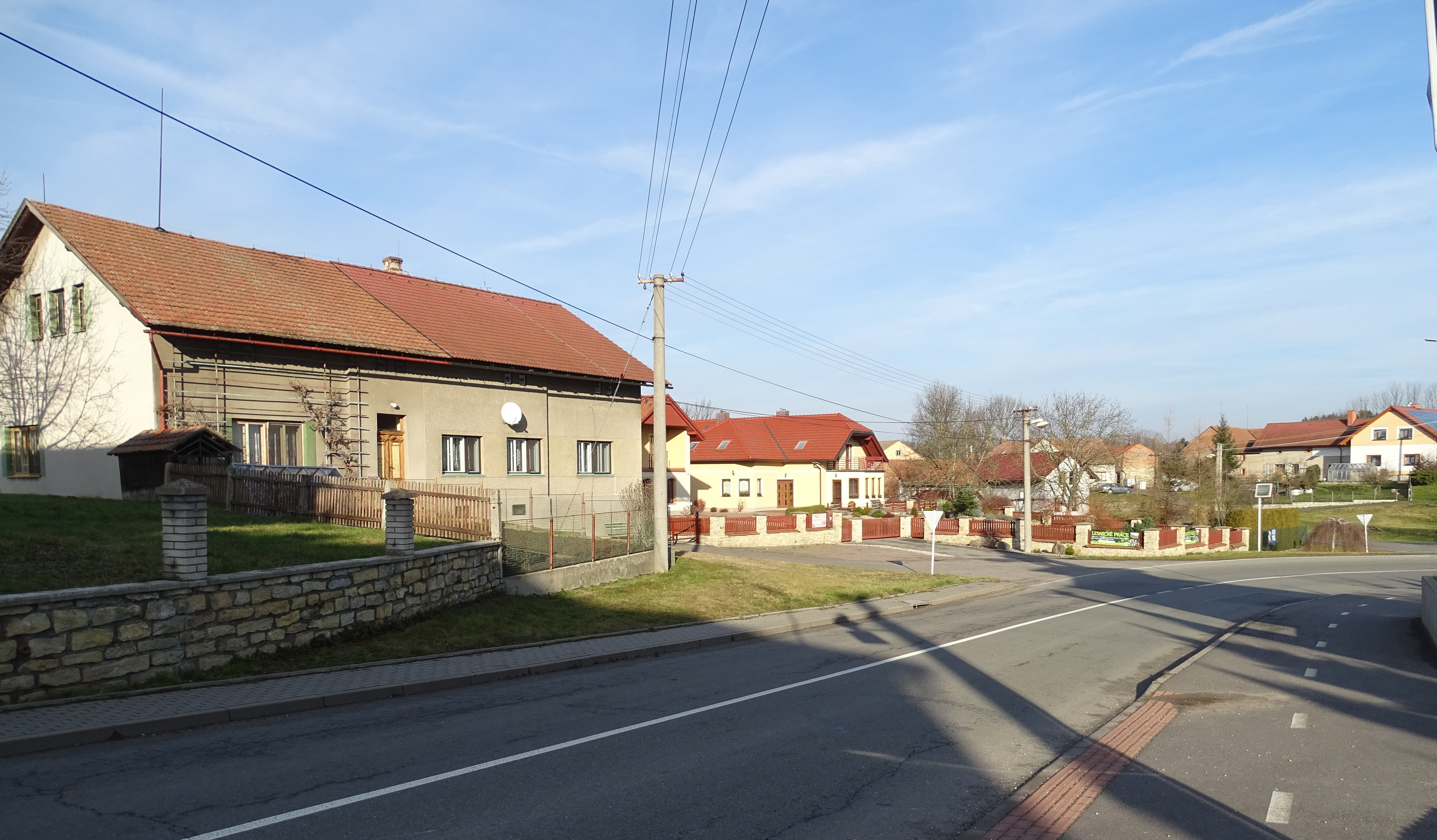
Náves a vesnická architektura